# Belvosia bruchi
Belvosia bruchi är en tvåvingeart som först beskrevs av Blanchard 1954.  Belvosia bruchi ingår i släktet Belvosia och familjen parasitflugor. Inga underarter finns listade i Catalogue of Life.